# Minkhaf I
Minkhaf I (Mn.w ḫˁ=f, "Apareix, el déu Min") va ser un príncep egipci de la IV dinastia. Era fill del faraó Khufu i germà dels faraons Djedefre i Khafre. La seva mare podria haver estat la reina Henutsen. Minkhaf tenia una dona i almenys un fill, però no se'n coneixen els noms.
| R23 | xa · f |

| R23 | xa · f |

Va servir com a djati durant el regnat del seu pare Khufu.
Minkhaf va ser enterrat a la doble mastaba numerada G 7430-7440 al Camp Oriental de la Necròpolis de Guiza. La construcció de la mastaba va començar durant el regnat del seu pare Khufu. La mastaba contenia una capella interior i una capella exterior formada per quatre estances. Una de les habitacions va ser construïda per acollir almenys quatre estàtues. Els nínxols eren prou grans per contenir estàtues dempeus i estaven inscrits amb el nom i els títols de Minkhaf.
Es van trobar dos pous funeraris, etiquetats G 7430 A i G 7430 B. El pou G 7430 A contenia el sarcòfag de Minkhaf que es va trobar en un taüt situat al costat oest de la cambra funerària. A l'angle sud-est de la cambra funerària hi havia una fossa canòpica on s'haurien emmagatzemat els vasos canopis. El pou G 7430 B pertanyia a l'esposa de Minkhaf, però l'estructura estava inacabada i sembla que no s'havia arribat a utilitzar.
El sarcòfag de Minkhaf es troba al Museu Egipci del Caire.